# 抚顺新野足球俱乐部
抚顺新野足球俱乐部，是一家中国足球俱乐部，位于辽宁省抚顺市，成立于2006年。原是一家业余足球俱乐部。抚顺新野于2010年底收购乙级联赛球队盘锦盟尊后成为一家职业足球俱乐部並于2011年首次参加乙级联赛。

## 俱乐部历史
抚顺新野足球俱乐部是在2006年由罕王集团副董事长杨继野与抚顺市第29中学合作在其足球特色班的基础上组建的少年足球俱乐部，培养青少年球员。
2008年11月3日，抚顺新野正式与大连实德签约，成为其青少年足球训练基地，部分球员成为大连实德的签约球员。
2009年，抚顺新野正式开始参加全国各级别的比赛。
2010年，抚顺新野在“鲁能足校杯”全国少儿足球邀请赛男子甲组比赛中，以1-0力克鲁能足校，夺得冠军。同年10月，抚顺新野以66万元收购乙级联赛球队盘锦盟尊，正式转型为职业足球俱乐部。
2011年，抚顺新野首次参加乙级联赛夺得北区预赛冠军，在决赛首轮因客场进球不及南区预赛第四名的东莞南城遭淘汰，未能进入次年甲级联赛。及后俱乐部投资方决定球队暂别职业联赛，致力于青少年培养。
2012年1月，抚顺新野把一线队转让给辽宁东北虎。